# Вудленд (Юта)
Вудленд (англ. Woodland) — переписна місцевість (CDP) в США, в окрузі Самміт штату Юта. Населення — 375 осіб (2020).

## Географія
Вудленд розташований за координатами 40°35′4″ пн. ш. 111°14′11″ зх. д. / 40.58444° пн. ш. 111.23639° зх. д. (40.584428, -111.236469).  За даними Бюро перепису населення США в 2010 році переписна місцевість мала площу 5,86 км², уся площа — суходіл. В 2017 році площа становила 5,34 км², уся площа — суходіл.

## Демографія
Згідно з переписом 2010 року, у переписній місцевості мешкали 343 особи в 114 домогосподарствах у складі 97 родин. Густота населення становила 59 осіб/км².  Було 135 помешкань (23/км²).
Расовий склад населення:
| - 97,7 % — білих - 0,3 % — азіатів - 1,7 % — осіб інших рас |

До двох чи більше рас належало 0,3 %. Частка іспаномовних становила 1,7 % від усіх жителів.
За віковим діапазоном населення розподілялося таким чином: 28,0 % — особи молодші 18 років, 60,6 % — особи у віці 18—64 років, 11,4 % — особи у віці 65 років та старші. Медіана віку мешканця становила 38,8 року. На 100 осіб жіночої статі у переписній місцевості припадало 105,4 чоловіків;  на 100 жінок у віці від 18 років та старших — 104,1 чоловіків також старших 18 років.
Середній дохід на одне домашнє господарство  становив 81 563 долари США (медіана — 73 250), а середній дохід на одну сім'ю — 107 967 доларів (медіана — 118 875). 
Цивільне працевлаштоване населення становило 80 осіб. Основні галузі зайнятості: освіта, охорона здоров'я та соціальна допомога — 33,8 %, фінанси, страхування та нерухомість — 26,3 %, будівництво — 18,8 %, роздрібна торгівля — 12,5 %.